# Qareh Kelīsā
Qareh Kelīsā (persiska: قَرِه كِليسا, قره کلیسا, قَرَه كَليسا) är en ort i Iran.   Den ligger i provinsen Västazarbaijan, i den nordvästra delen av landet, 700 km nordväst om huvudstaden Teheran. Qareh Kelīsā ligger 1 857 meter över havet och antalet invånare är 174.
Terrängen runt Qareh Kelīsā är varierad. Runt Qareh Kelīsā är det ganska glesbefolkat, med 39 invånare per kvadratkilometer. Närmaste större samhälle är Seyah Cheshmeh, 14,1 km väster om Qareh Kelīsā. Trakten runt Qareh Kelīsā består i huvudsak av gräsmarker.